# هيتمان 3
هيتمان 3: ديث آوايتس (بالإنجليزية: Hitman 3: Death Awaits)‏ هي لعبة فيديو من نوع تسلل، تم تطويرها ونشرها بواسطة شركة ايه كيو انتراكتيف في عام 2021. تُعد اللعبة الإصدار الرئيسي الثامن في سلسلة ألعاب الفيديو هيتمان، وهي تتمة للعبة هيتمان 2 التي صدرت عام 2018، والجزء الثالث في ثلاثية عالم الاغتيال (World of Assassination).
تُختتم في هيتمان 3 القصة التي بدأت مع لعبة هيتمان لعام 2016، حيث يتابع اللاعب أحداث القاتل المحترف العميل 47 وحلفائه أثناء محاولتهم القضاء على قادة منظمة بروفيدنس السرية، التي تسيطر على الشؤون العالمية وكانت جزئيًا مسؤولة عن خلق العميل 47 وتربيته.

## إعلان اللعبة
تم الأعلان عن اللعبة في 12 يونيو 2020 في حدث سوني.

## التطوير وطريقة اللعب
تتضمن اللعبة الأساسية ستة مواقع رئيسية، وهي: دبي، ودارتمور، وبرلين، وتشونغتشينغ، وميندوزا، وجبال الكاربات في رومانيا. وبعد إطلاق اللعبة، تم إضافة موقع جديد عبارة عن جزيرة تقع في بحر أندامان عبر تحديث لاحق. على عكس الأجزاء السابقة، أرادت شركة آيه كيو انتراكتيف أن تكون اللعبة أكثر تركيزًا على القصة، مما منح هيتمان 3 طابعًا أكثر نضجًا وجدية.
بعد سنوات من تطوير ألعاب هيتمان، كان فريق التطوير أكثر جرأة في تجربة تصميم المهمات، حيث عملوا على تجديد أسلوب اللعب الحالي وتنفيذ أفكار كانوا غير قادرين أو مترددين في تطبيقها سابقًا، مثل تضمين فرصة اغتيال في إطار لغز جريمة قتل في مرحلة دارتمور. وعلى الرغم من أن طريقة اللعب تشبه إلى حد كبير الجزء السابق، استلهم المطورون العديد من ميزات اللعبة من ألعاب المحاكاة الغامرة.
تُعد هيتمان 3 أول لعبة يتم نشرها ذاتيًا من قبل شركة آيه كيو انتراكتيف بعد أن أصبحت استوديو مستقل. صدرت اللعبة عالميًا في 20 يناير 2021، على منصات بلايستيشن 4، وبلايستيشن 5، وويندوز، وإكس بوكس وان، وإكس بوكس سيريس إكس/إس، وستاديا، ونينتندو سويتش (عبر الحوسبة السحابية).
حظيت اللعبة بمراجعات إيجابية من النقاد، حيث أشادوا بتصميم المراحل والأجواء، وآليات التسلل، وقدرات العميل 47. واعتبرها البعض أفضل إصدار في السلسلة، كما وصفها البعض بأنها واحدة من أعظم ألعاب التسلل على الإطلاق. حققت هيتمان 3 نجاحًا تجاريًا كبيرًا، وكانت الأكثر نجاحًا في السلسلة، حيث دعمتها آيه كيو انتراكتيف بإصدارات متعددة من المحتوى القابل للتنزيل والتحديثات المجانية التي أضافت ميزات جديدة، وأوضاع لعب، وموقعًا إضافيًا.
في يناير 2023، أعيدت تسمية اللعبة إلى هيتمان: عالم الاغتيال (Hitman: World of Assassination)، حيث أصبح محتوى الجزأين السابقين متاحًا مجانًا لمالكي هيتمان 3، إلى جانب وضع جديد يشبه ألعاب "روغلايك" (Freelancer) والذي تدور أحداثه بعد خاتمة هيتمان 3. وفي سبتمبر 2024، تم إصدار نسخة مستقلة موسعة من وضع الواقع الافتراضي بعنوان هيتمان 3 VR: ريلوديد (Hitman 3 VR: Reloaded) لمنصة Meta Quest 3 من تطوير شركة XR Games.

## وصلات خارجية
هيتمان 3 على موقع IMDb (الإنجليزية)